# السياسات الاقتصادية لإدارة جو بايدن
تتميز السياسة الاقتصادية لإدارة جو بايدن، التي تعرف بالإنكليزية ب «Bidenomics» (بايدينوميكس)، بسعيها لتحقيق أهداف متمثلة بزيادة الحد الأدنى للأجور الوطنية، وتوسيع مجالات تدريب العمال، وتضييق فجوة التفاوت في الدخل، والاستثمار بالطاقة المستدامة والبنى التحتية، وزيادة فرص الحصول على الرعاية الصحة المناسبة بأسعار معقولة، وإعفاء الطلاب من ديون القروض الطلابية. مثل إصدار خطة الإنقاذ الأمريكية في شهر مارس 2021 بهدف تسريع عملية تعافي الولايات المتحدة من الآثار الاقتصادية والصحية الناجمة عن جائحة كوفيد 19، الخطوة الرئيسية الأولى في تنفيذ السياسة الاقتصادية لجو بايدن على أرض الواقع.  

## نظرة عامة
ورث الرئيس الأمريكي جو بايدن من خلفه، دونالد ترامب، وضعًا اقتصاديًا وماليًا صعبًا، ويرجع ذلك بشكل أساسي إلى أزمة جائحة كوفيد 19 المستمرة. بحلول شهر ديسمبر من عام 2020، تراجع مستوى التوظيف بنسبة (6%) عن ذروة بدايات عام 2020، بما يعادل 10 ملايين وظيفة تقريبًا، وارتفع معدل البطالة في الولايات المتحدة ليلامس 6.7%. وصلت مستويات العجز للسنة المالية 2020 لمستويات قياسية بلغت 3.1 تريليون دولار، ما يعادل 14.9% من الناتج المحلي الإجمالي. 
قدم بايدن خطة سياسة اقتصادية حملت اسم «خطة إعادة البناء على نحو أفضل» أثناء ترشحه للرئاسة في شهر يوليو 2020. بحلول شهر مارس 2021، بدأت الإدارة في إعداد حزمة تشريعية تقدر تكلفتها بنحو 3 تريليونات دولار على مدى عشر سنوات، مع تحديث البنية التحتية باعتبارها حجر الأساس في الحزمة. سيتم تمويل هذه الخطة بشكل أساسي من خلال إضافة شريحة ضريبية بنسبة 39.6% على أولئك الذين يكسبون أكثر من 400 ألف دولار سنويًا، وزيادة معدلات الضريبة على الشركات إلى 28%، وذلك بعد أن خفض سلفه، ترامب، النسبة من 35% إلى 21%. كان من شأن هذا الاقتراح أيضًا أن يفرض ضريبة على أرباح رأس المال طويلة الأجل، باعتبارها دخلًا عاديًا للأسر التي تكسب أكثر من مليون دولار سنويًا.  

## خطة الإنقاذ الأمريكية.
تم التوقيع على حزمة إغاثة بايدن البالغة 1.9 تريليون دولار، في شهر مارس من عام 2021، لتصبح قانونًا. اعتبرها العديد من المراقبين أكبر مبادرة رفاهية اجتماعية اتخذتها الحكومة الفيدرالية منذ عقود، مع توقع الاقتصاديين بأن تكون الأسر ذات الدخل المنخفض أكبر المستفيدين من هذه الخطة. توقع المحللون أيضًا أن تساهم خطة الإنقاذ بخفض معدل الفقر عند البالغين بمقدار الربع، وعند الأطفال بمقدار النصف بمجرد تمريرها.
تشمل العناصر الأساسية في قانون الإنقاذ ما يلي:
- 1400 دولار أمريكي مدفوعات مباشرة للأفراد الذين يكسبون دخلًا لا يتجاوز 75 ألف دولار في السنة.
- تمديد إعانات البطالة الموسعة حتى نهاية شهر سبتمبر 2021.
- توسعة نطاق أهلية الحصول على الائتمان الضريبي للأطفال وزيادة قيمته من 2000 دولار إلى 3600 دولار أمريكي لكل طفل دون 6 سنوات، و 3000 دولار أمريكي لكل طفل عمره بين 6 و 17 عام. وتشير التقديرات إلى أن 39 مليون أسرة لديها أطفال ستتلقى مزايا إضافية بعد تطبيق القانون. تُجدول، وفقًا للقانون، الدفعات بشكل شهري من شهر يوليو 2021 وحتى ديسمبر من نفس السنة، مع استحقاق الأشهر الستة المتبقية من المزايا عند تقديم الإقرار الضريبي لعام 2021. وتغيير نوع الائتمان من غير قابل للاسترداد إلى قابل للاسترداد، ما يعني تلقي جميع ذوي الدخل المنخفض الذين لم يكن لديهم في السابق التزامًا ضريبيًا كافيًا للدفعات الجديدة. وُضع البرنامج ليُنفذ لمدة عام واحد فقط، ولكن الإدارة تأمل في جعله قانونًا دائم السريان. [6]
- تخصيص 130 مليار دولار للمدارس الابتدائية والثانوية.
- تخصيص 45 مليار دولار لمجال الإيجارات والرهن العقاري وتدعيم المرافق العامة؛ دعم الشركات الصغيرة بعدة مليارات من الدولارات.
- تخصيص 14 مليار دولار لبرنامج تطعيم وطني، بما في ذلك إعداد مراكز تلقيح مجتمعية.
- تخصيص 350 مليار دولار لمساعدة حكومة الولايات المتحدة والحكومات المحلية وحكومات القبائل الأصلية لسد العجز في الميزانية.

أفاد مركز السياسة الضريبية بأن القانون الجديد سيخفض من الضرائب بمتوسط 3000 دولار لكل أسرة أمريكية، وسيرفع المدخول بعد اقتطاع الضرائب بمعدل 3.8% في عام 2021، مع تخصيص 70% من ميزات القانون للأسر ذات الدخل المنخفض والأسر ذات الدخل المتوسط، وهو ما يتعارض بشكل حاد مع قانون التخفيضات الضريبية والوظائف، الذي يعود فيه ما نسبته 50% من الفوائد إلى 5% من الأسر ذات الدخل المرتفع.

## خطة الوظائف الأمريكية

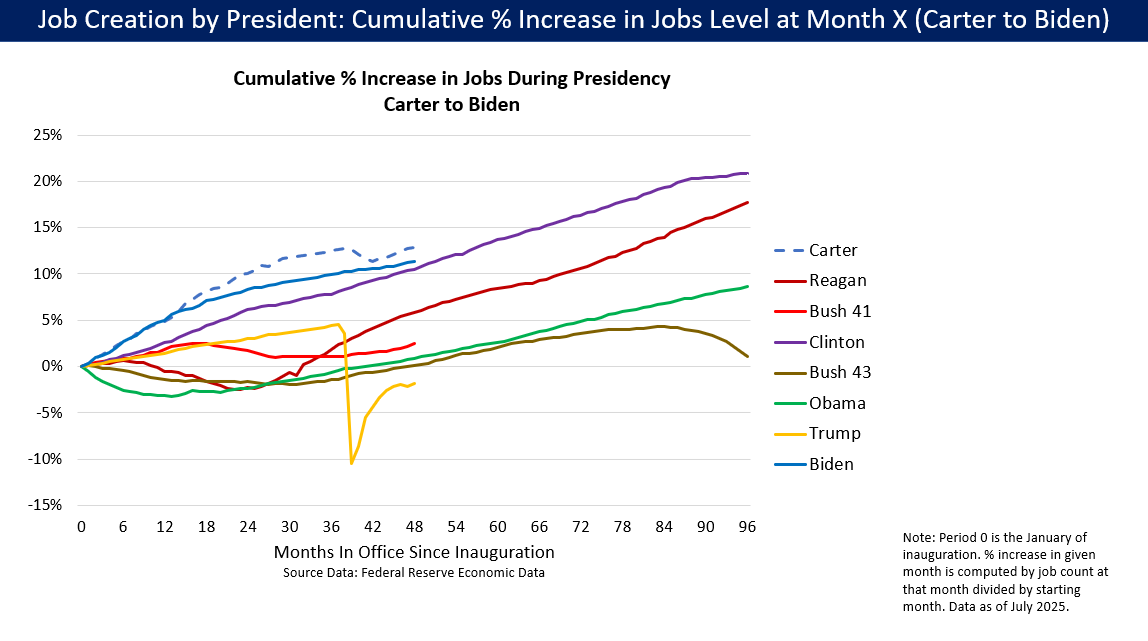
مخطط يوضح النمو في فرص العمل المؤمّنة من خلال خطة الإنقاذ التي وضعها الرئيس جو بايدن، ويمثل هذا النمو النسبة المئوية الأعلى للتغير التراكمي الذي حدث في فرص العمل خلال الفترة الممتدة من الشهر الأول لتنصيب رئيس للولايات المتحدة إلى نهاية المدة. عند دراسة أول سبعة أشهر لبايدن في الحكم، نرى أنه تمكن من تحقيق أسرع نمو تراكمي لفرص العمل بنسبة 2.73%، وتعد هذه النسبة أكبر نسبة تأمين فرص عمل في نفس الفترة من الحكم مقارنة مع الرؤساء الأمريكيين السابقين منذ عهد الرئيس جيمي كارتر.

في شهر مارس من عام 2021، اقترح بايدن حزمة مالية مخصصة لتحسين مرافق البنية التحتية الأمريكية بقيمة 2.65 تريليون دولار، وعرفت باسم خطة الوظائف الأمريكية باستثمارات مستمرة لعشر سنوات ومدفوعة بالكامل من خلال زيادة الضرائب على الشركات ل 15 عامًا. وصفت وثيقة نشرها البيت الأبيض الخطة بأنها: «هذه هي اللحظة التي يعاد فيها تصور اقتصاد جديد ويعاد فيها بناؤه. إنّ خطة الوظائف الأمريكية استثمار في أمريكا من شأنه أن يخلق ملايين الوظائف الجديدة، ويعيد بناء البنية التحتية لبلدنا، ويضع الولايات المتحدة في مكان يمكنها من الخروج من المنافسة مع الصين». كما وصفت الوثيقة الولايات المتحدة الأمريكية بأنها تحتل المرتبة الثالثة عشر في قائمة أفضل بلدان العالم بالبنة التحتية لأن الشبكة الكهربائية فيها ضعيفة. يوسع القانون مفهوم البنية التحتية من الأصول المادية، كالطرق والجسور وغيرها، إلى استثمارات البنية التحتية البشرية، كتقديم الرعاية والتدريب. 
لخصت اللجنة الفيدرالية لموازنة منضبطة (CRFB) الاستثمارات على النحو التالي:
- خصصت الخطة للمناخ 782 مليار دولار.
- وللنقل 447 مليارًا.
- وللصحة ورعاية الأطفال 443 مليار دولار.
- وللإسكان والمباني 258 مليار دولار.
- وللوظائف والتنمية الاقتصادية 196 مليار دولار.
- وللبحث والتطوير 159 مليار دولار.
- وللصناعة 154 مليار دولار.
- وللمياه النظيفة 111 مليار دولار.
- ولتقنيات الاتصال السريع 100 مليار دولار.

لخصت اللجنة الفيدرالية لموازنة منضبطة CRFB يضًا عناصر الإيرادات للأعوام الخمسة عشر القادمة:
- زيادة معدل الضريبة على الشركات من 21% إلى 28%، وتحقيق إيرادات بقيمة 1300 مليار دولار. وذلك بعد تخفيض النسبة من 35% إلى 21% في عام 2017 بموجب قانون تخفيض الضرائب والوظائف.
- تطبيق حد أدنى عالمي للضريبة وجمع 750 مليار دولار.
- إضافة إلى عدة عناصر أخرى مرتبطة بسد الثغرات الضريبية للشركات، وجمع 680 مليار دولار.  [8]